# Scherma ai Giochi della XVII Olimpiade - Fioretto a squadre maschile
La competizione del fioretto a squadre maschile  di scherma ai Giochi della XVII Olimpiade si tenne il giorno 2 settembre 1960 al Palazzo dei Congressi di Roma.

## 1º turno
Le squadre vincitrici dei gruppi dall'1 al 4 accedevano direttamente ai quarti di finale, mentre le seconde classificate accedevano agli ottavi di finale.

Le squadre prime e seconde dei gruppi 5 e 6 accedevano agli ottavi di finale.

### Gruppo 1
Classifica
| Pos. | Nazione     | Vittorie | VI | SI | Incontri           | Incontri               | Incontri             | Incontri |
| Pos. | Nazione     | Vittorie | VI | SI | Francia (bandiera) | Lussemburgo (bandiera) | Australia (bandiera) |          |
| ---- | ----------- | -------- | -- | -- | ------------------ | ---------------------- | -------------------- | -------- |
| 1    | Francia     | 2        | 20 | 9  | X                  | 9-6                    | 11-3                 |          |
| 2    | Lussemburgo | 1        | 16 | 15 | 6-9                | X                      | 10-6                 |          |
| 3    | Australia   | 0        | 9  | 21 | 3-11               | 6-10                   | X                    |          |

Incontri
| Atleti (Vittorie individuali)                                                     | Nazione                | VT | VT | Nazione                | Atleti (Vittorie individuali)                                                |
| --------------------------------------------------------------------------------- | ---------------------- | -- | -- | ---------------------- | ---------------------------------------------------------------------------- |
| Jean Link (4), Robert Schiel (3) Édouard Didier (2), Roger Theisen (1)            | Lussemburgo (bandiera) | 10 | 6  | Australia (bandiera)   | Brian McCowage (2), Michael Sichel (2) Zoltan Okalyi (1), David McKenzie (1) |
| Jacky Courtillat (4), Jean-Claude Magnan (4) Guy Barrabino (2), Claude Netter (1) | Francia (bandiera)     | 11 | 3  | Australia (bandiera)   | Brian McCowage (2), Michael Sichel (1) David McKenzie (0), Zoltan Okalyi (0) |
| Guy Barrabino (3), Jacky Courtillat (2) Jean-Claude Magnan (2), Claude Netter (2) | Francia (bandiera)     | 9  | 6  | Lussemburgo (bandiera) | Jean Link (3), Jean-Paul Olinger (1) Robert Schiel (1), Édouard Didier (1)   |

### Gruppo 2
Classifica
| Pos. | Nazione          | Vittorie | VI | SI | Incontri            | Incontri                    | Incontri          | Incontri |
| Pos. | Nazione          | Vittorie | VI | SI | Ungheria (bandiera) | Rep. Araba Unita (bandiera) | Svezia (bandiera) |          |
| ---- | ---------------- | -------- | -- | -- | ------------------- | --------------------------- | ----------------- | -------- |
| 1    | Ungheria         | 1        | 9  | 2  | X                   | 9-2                         | ND                |          |
| 2    | Rep. Araba Unita | 0        | 2  | 9  | 2-9                 | X                           | ND                |          |
| 3    | Svezia           | 0        | 0  | 0  | Ritirata            | Ritirata                    | X                 |          |

Incontri
| Atleti (Vittorie individuali)                                                    | Nazione             | VT | VT | Nazione                     | Atleti (Vittorie individuali)                                                              |
| -------------------------------------------------------------------------------- | ------------------- | -- | -- | --------------------------- | ------------------------------------------------------------------------------------------ |
| József Gyuricza (3), Ferenc Czvikovszki (2) József Sákovics (2), Jenő Kamuti (2) | Ungheria (bandiera) | 9  | 2  | Rep. Araba Unita (bandiera) | Farid El-Ashmawi (1), Moustafa Soheim (1) Sameh Abdel Rahman (0), Ahmed Zein El-Abidin (0) |

### Gruppo 3
Classifica
| Pos. | Nazione | Vittorie | VI | SI | Incontri          | Incontri           | Incontri          | Incontri |
| Pos. | Nazione | Vittorie | VI | SI | Italia (bandiera) | Romania (bandiera) | Spagna (bandiera) |          |
| ---- | ------- | -------- | -- | -- | ----------------- | ------------------ | ----------------- | -------- |
| 1    | Italia  | 1        | 9  | 2  | X                 | 9-2                | 0-0               |          |
| 2    | Romania | 0        | 2  | 9  | 2-9               | X                  | 0-0               |          |
| 3    | Spagna  | 0        | 0  | 0  | Ritirata          | Ritirata           | X                 |          |

Incontri
| Atleti (Vittorie individuali)                                                           | Nazione           | VT | VT | Nazione            | Atleti (Vittorie individuali)                                                 |
| --------------------------------------------------------------------------------------- | ----------------- | -- | -- | ------------------ | ----------------------------------------------------------------------------- |
| Alberto Pellegrino (3), Luigi Carpaneda (3) Mario Curletto (2), Edoardo Mangiarotti (1) | Italia (bandiera) | 9  | 2  | Romania (bandiera) | Iosif Szilaghi (2), Sorin Poenaru (0) Atilla Csipler (0), Tănase Mureșanu (0) |

### Gruppo 4
Classifica
| Pos. | Nazione          | Vittorie | VI | SI | Incontri                    | Incontri          | Incontri            | Incontri |
| Pos. | Nazione          | Vittorie | VI | SI | Unione Sovietica (bandiera) | Belgio (bandiera) | Giappone (bandiera) |          |
| ---- | ---------------- | -------- | -- | -- | --------------------------- | ----------------- | ------------------- | -------- |
| 1    | Unione Sovietica | 2        | 24 | 2  | X                           | 9-1               | 15-1                |          |
| 2    | Belgio           | 1        | 11 | 15 | 1-9                         | X                 | 10-6                |          |
| 3    | Giappone         | 0        | 7  | 25 | 1-15                        | 6-10              | X                   |          |

Incontri
| Atleti (Vittorie individuali)                                                | Nazione                     | VT | VT | Nazione             | Atleti (Vittorie individuali)                                                      |
| ---------------------------------------------------------------------------- | --------------------------- | -- | -- | ------------------- | ---------------------------------------------------------------------------------- |
| Jacques Debeur (4), André Verhalle (2) François Dehez (2), Franck Delhem (2) | Belgio (bandiera)           | 10 | 6  | Giappone (bandiera) | Heizaburo Okawa (3), Mitsuyuki Funamizu (3) Tsugeo Ozawa (0), Kazuhiko Tabuchi (0) |
| Mark Midler (4), Jurij Sisikin (4) German Svešnikov (4), Jurij Rudov (3)     | Unione Sovietica (bandiera) | 15 | 1  | Giappone (bandiera) | Heizaburo Okawa (0), Mitsuyuki Funamizu (0) Tsugeo Ozawa (0), Kazuhiko Tabuchi (1) |
| Jurij Sisikin (3), Jurij Rudov (2) Mark Midler (2), German Svešnikov (2)     | Unione Sovietica (bandiera) | 9  | 1  | Belgio (bandiera)   | Franck Delhem (1), François Dehez (0) Jacques Debeur (0), André Verhalle (0)       |

### Gruppo 5
Classifica
| Pos. | Nazione       | Vittorie | VI | SI | Incontri                             | Incontri                 | Incontri             | Incontri |
| Pos. | Nazione       | Vittorie | VI | SI | Squadra Unificata Tedesca (bandiera) | Gran Bretagna (bandiera) | Venezuela (bandiera) |          |
| ---- | ------------- | -------- | -- | -- | ------------------------------------ | ------------------------ | -------------------- | -------- |
| 1    | Germania      | 2        | 23 | 7  | X                                    | 9-5                      | 14-2                 |          |
| 2    | Gran Bretagna | 1        | 19 | 11 | 5-9                                  | X                        | 14-2                 |          |
| 3    | Venezuela     | 0        | 4  | 28 | 2-14                                 | 2-14                     | X                    |          |

Incontri
| Atleti (Vittorie individuali)                                                         | Nazione                              | VT | VT | Nazione                  | Atleti (Vittorie individuali)                                                |
| ------------------------------------------------------------------------------------- | ------------------------------------ | -- | -- | ------------------------ | ---------------------------------------------------------------------------- |
| Bill Hoskyns (4), Allan Jay (4) Ralph Cooperman (3), Angus McKenzie (3)               | Gran Bretagna (bandiera)             | 14 | 2  | Venezuela (bandiera)     | Luis García (2), Freddy Quintero (0) Augusto Gutiérrez (0), Jesús Gruber (0) |
| Jürgen Brecht (4), Jürgen Theuerkauff (4) Timothäus Gerresheim (3), Eberhard Mehl (3) | Squadra Unificata Tedesca (bandiera) | 14 | 2  | Venezuela (bandiera)     | Luis García (1), Freddy Quintero (1) Jesús Gruber (0), Augusto Gutiérrez (0) |
| Jürgen Brecht (3), Eberhard Mehl (3) Jürgen Theuerkauff (2), Timothäus Gerresheim (1) | Squadra Unificata Tedesca (bandiera) | 9  | 5  | Gran Bretagna (bandiera) | Allan Jay (3), René Paul (1) Bill Hoskyns (1), Angus McKenzie (0)            |

### Gruppo 6
Classifica
| Pos. | Nazione     | Vittorie | VI | SI | Incontri               | Incontri           | Incontri           | Incontri |
| Pos. | Nazione     | Vittorie | VI | SI | Stati Uniti (bandiera) | Polonia (bandiera) | Marocco (bandiera) |          |
| ---- | ----------- | -------- | -- | -- | ---------------------- | ------------------ | ------------------ | -------- |
| 1    | Stati Uniti | 2        | 25 | 4  | X                      | 9-4                | 16-0               |          |
| 2    | Polonia     | 1        | 20 | 9  | 4-9                    | X                  | 16-0               |          |
| 3    | Marocco     | 0        | 0  | 32 | 0-16                   | 0-16               | X                  |          |

Incontri
| Atleti (Vittorie individuali)                                                | Nazione                | VT | VT | Nazione            | Atleti (Vittorie individuali)                                                                  |
| ---------------------------------------------------------------------------- | ---------------------- | -- | -- | ------------------ | ---------------------------------------------------------------------------------------------- |
| Egon Franke (4), Ryszard Parulski (4) Janusz Różycki (4), Ryszard Kunze (4)  | Polonia (bandiera)     | 16 | 0  | Marocco (bandiera) | Charles El-Gressy (0), Abderraouf El-Fassy (0) Abderrahman Sebti (0), Abbes Harchi (0)         |
| Gene Glazer (4), Harold Goldsmith (4) Joseph Paletta (4), Albert Axelrod (4) | Stati Uniti (bandiera) | 16 | 0  | Marocco (bandiera) | Charles El-Gressy (0), Abderraouf El-Fassy (0) Mohamed Ben Joullon (0), Jacques Ben Gualid (0) |
| Joseph Paletta (3), Daniel Bukantz (3) Gene Glazer (3), Harold Goldsmith (0) | Stati Uniti (bandiera) | 9  | 4  | Polonia (bandiera) | Ryszard Parulski (2), Witold Woyda (1) Janusz Różycki (1), Egon Franke (0)                     |

## Eliminazione diretta
|  | Ottavi di finale | Ottavi di finale | Ottavi di finale |  |  | Quarti di finale | Quarti di finale | Quarti di finale |   |                  | Semifinali       | Semifinali       | Semifinali |               |               | Finale        | Finale | Finale |
|  |                  |                  |                  |  |  |                  |                  |                  |   |                  |                  |                  |            |               |               |               |        |        |
|  |                  |                  |                  |  |  |                  |                  |                  |   |                  |                  |                  |            |               |               |               |        |        |
|  |                  |                  |                  |  |  | Unione Sovietica | Unione Sovietica | 9                |   |                  |                  |                  |            |               |               |               |        |        |
|  | Polonia          | Polonia          | 9                |  |  | Polonia          | Polonia          | 6                |   |                  |                  |                  |            |               |               |               |        |        |
|  | R. Araba Unita   | R. Araba Unita   | 3                |  |  |                  |                  |                  |   | Unione Sovietica | Unione Sovietica | 9                |            |               |               |               |        |        |
|  |                  |                  |                  |  |  |                  | Germania         | Germania         | 3 |                  |                  |                  |            |               |               |               |        |        |
|  |                  |                  |                  |  |  | Francia          | Francia          | 8                |   |                  |                  |                  |            |               |               |               |        |        |
|  | Germania         | Germania         | 9                |  |  | Germania         | Germania         | 8+               |   |                  |                  |                  |            |               |               |               |        |        |
|  | Romania          | Romania          | 2                |  |  |                  |                  |                  |   |                  | Unione Sovietica | Unione Sovietica | 9          |               |               |               |        |        |
|  |                  |                  |                  |  |  |                  | Italia           | Italia           | 4 |                  |                  |                  |            |               |               |               |        |        |
|  |                  |                  |                  |  |  | Italia           | Italia           | 9                |   |                  |                  |                  |            |               |               |               |        |        |
|  | Stati Uniti      | Stati Uniti      | 9                |  |  | Stati Uniti      | Stati Uniti      | 0                |   |                  |                  |                  |            |               |               |               |        |        |
|  | Lussemburgo      | Lussemburgo      | 5                |  |  |                  |                  |                  |   | Italia           | Italia           | 8+               |            | 3º e 4º posto | 3º e 4º posto | 3º e 4º posto |        |        |
|  |                  |                  |                  |  |  |                  | Ungheria         | Ungheria         | 8 |                  |                  |                  |            |               |               |               |        |        |
|  |                  |                  |                  |  |  | Ungheria         | Ungheria         | 9                |   |                  |                  |                  |            |               | Ungheria      | Ungheria      | 5      |        |
|  | Gran Bretagna    | Gran Bretagna    | 9                |  |  | Gran Bretagna    | Gran Bretagna    | 7                |   | Germania         | Germania         | 9                |            |               |               |               |        |        |
|  | Belgio           | Belgio           | 2                |  |  |                  |                  |                  |   |                  |                  |                  |            |               |               |               |        |        |

### Ottavi di finale
| Squadra                                                                               | Squadra       | Squadra          | Squadra                                                                                               |
| Atleti (Vittorie individuali)                                                         | VT            | VT               | Atleti (Vittorie individuali)                                                                         |
| ------------------------------------------------------------------------------------- | ------------- | ---------------- | --- |
| Polonia                                                                               | Polonia       | Rep. Araba Unita | Rep. Araba Unita                                                                                      |
| Janusz Różycki (3), Witold Woyda (3) Ryszard Parulski (2), Ryszard Kunze (1)          | 9             | 3                | Moustafa Soheim (1), Ahmed El-Hamy El-Husseini (1) Farid El-Ashmawi (1), Mohamed Gamil El-Kalyoubi(0) |
| Germania                                                                              | Germania      | Romania          | Romania                                                                                               |
| Jürgen Theuerkauff (3), Timothäus Gerresheim (2) Eberhard Mehl (2), Jürgen Brecht (2) | 9             | 2                | Iosif Szilaghi (2), Sorin Poenaru (0) Atilla Csipler (0), Tănase Mureșanu (0)                         |
| Stati Uniti                                                                           | Stati Uniti   | Lussemburgo      | Lussemburgo                                                                                           |
| Joseph Paletta (3), Daniel Bukantz (3) Gene Glazer (2), Harold Goldsmith (1)          | 9             | 5                | Robert Schiel (2), Jean Link (2) Édouard Didier (1), Roger Theisen (0)                                |
| Gran Bretagna                                                                         | Gran Bretagna | Belgio           | Belgio                                                                                                |
| Bill Hoskyns (3), Allan Jay (3) Angus McKenzie (2), Ralph Cooperman (1)               | 9             | 2                | Franck Delhem (1), André Verhalle (1) François Dehez (0), Jacques Debeur (0)                          |

### Quarti di finale
| Squadra                                                                                | Squadra          | Squadra       | Squadra                                                                               |
| Atleti (Vittorie individuali)                                                          | VT               | VT            | Atleti (Vittorie individuali)                                                         |
| -------------------------------------------------------------------------------------- | ---------------- | ------------- | ------------------------------------------------------------------------------------- |
| Unione Sovietica                                                                       | Unione Sovietica | Polonia       | Polonia                                                                               |
| Viktor Ždanovič (3), Mark Midler (2) Jurij Sisikin (2), German Svešnikov (2)           | 9                | 6             | Ryszard Parulski (4), Ryszard Parulski (1) Egon Franke (1), Witold Woyda (0)          |
| Francia                                                                                | Francia          | Germania      | Germania                                                                              |
| Jacky Courtillat (2), Guy Barrabino (2) Jean-Claude Magnan (2), Christian d'Oriola (2) | 8 (61)           | 8 (61)        | Jürgen Brecht (3), Timothäus Gerresheim (2) Jürgen Theuerkauff (2), Eberhard Mehl (1) |
| Spareggio Christian d'Oriola 0-5 Timothäus Gerresheim                                  |                  |               |                                                                                       |
| Italia                                                                                 | Italia           | Stati Uniti   | Stati Uniti                                                                           |
| Alberto Pellegrino (3), Luigi Carpaneda (2) Mario Curletto (2), Aldo Aureggi (2)       | 9                | 0             | Gene Glazer (0), Harold Goldsmith (0) Joseph Paletta (0), Daniel Bukantz (0)          |
| Ungheria                                                                               | Ungheria         | Gran Bretagna | Gran Bretagna                                                                         |
| Ferenc Czvikovszki (3), Mihály Fülöp (2) Jenő Kamuti (2), Jenő Kamuti (2)              | 9                | 7             | Allan Jay (4), Ralph Cooperman (1) René Paul (1), Bill Hoskyns (1)                    |

### Semifinali
| Squadra                                                                          | Squadra          | Squadra  | Squadra                                                                                  |
| Atleti (Vittorie individuali)                                                    | VT               | VT       | Atleti (Vittorie individuali)                                                            |
| -------------------------------------------------------------------------------- | ---------------- | -------- | ---------------------------------------------------------------------------------------- |
| Unione Sovietica                                                                 | Unione Sovietica | Germania | Germania                                                                                 |
| Mark Midler (3), German Svešnikov (3) Jurij Sisikin (2), Viktor Ždanovič (1)     | 9                | 3        | Jürgen Brecht (2), Jürgen Theuerkauff (1) Timothäus Gerresheim (0), Eberhard Mehl (0)\|- |
| Italia                                                                           | Italia           | Ungheria | Ungheria                                                                                 |
| Luigi Carpaneda (3), Alberto Pellegrino (2) Mario Curletto (2), Aldo Aureggi (1) | 8 (68)           | 8 (65)   | József Gyuricza (4), Ferenc Czvikovszki (2) József Sákovics (1), Jenő Kamuti (1)         |

### Finali
| 3º e 4º posto                                                                         |          |          |                                                                           |
| Squadra                                                                               | Squadra  | Squadra  | Squadra                                                                   |
| Atleti (Vittorie individuali)                                                         | VT       | VT       | Atleti (Vittorie individuali)                                             |
| Germania                                                                              | Germania | Ungheria | Ungheria                                                                  |
| Jürgen Brecht (3), Timothäus Gerresheim (3) Eberhard Mehl (2), Jürgen Theuerkauff (1) | 9        | 5        | Jenő Kamuti (2), Ferenc Czvikovszki (2) Mihály Fülöp (1), Jenő Kamuti (0) |

| Finale                                                                       |                  |         |                                                                                         |
| Squadra                                                                      | Squadra          | Squadra | Squadra                                                                                 |
| Atleti (Vittorie individuali)                                                | VT               | VT      | Atleti (Vittorie individuali)                                                           |
| Unione Sovietica                                                             | Unione Sovietica | Italia  | Italia                                                                                  |
| Viktor Ždanovič (4), Mark Midler (3) Jurij Sisikin (1), German Svešnikov (1) | 9                | 4       | Luigi Carpaneda (2), Alberto Pellegrino (1) Edoardo Mangiarotti (1), Mario Curletto (0) |

## Podio
| Oro                                                                                     | Argento                                                                                   | Bronzo                                                                       |
| Unione Sovietica Viktor Ždanovič Jurij Sisikin Mark Midler German Svešnikov Jurij Rudov | Italia Edoardo Mangiarotti Luigi Carpaneda Alberto Pellegrino Mario Curletto Aldo Aureggi | Germania Jürgen Brecht Timothäus Gerresheim Eberhard Mehl Jürgen Theuerkauff |